# 8853 Gerdlehmann
8853 Gerdlehmann (1991 GC10) là một tiểu hành tinh vành đai chính được phát hiện ngày 9 tháng 4 năm 1991 bởi F. Borngen ở Tautenburg.